# Instruments de musique d'Afrique
 (décembre 2018).
Cette page présente la liste des instruments de musique africains.

## Liste alphabétique( De A - Z)
- Adjalin
- Antsiva (conque malgache)
- Balafon
- Bendir
- Bobre
- Bombolong
- Bunde
- Conga (ou congas)
- Darbouka
- Djembé
- Dum dum (ou doundounba)
- Ennanga
- Gasbâ (flûte tunisienne)
- Gambri
- Gongoba
- Inanga (cithare rwandaise)
- Kabosy
- Kalimba (ou calimba)
- Kankangui (trompette du Bénin)
- Kayamb
- Kora
- Magrouna
- Mezoued (cornemuse tunisienne)
- N’goni
- Nyatiti
- Oporo
- Orutu
- Pluriarc
- Rouleur
- Sanza (« piano à pouces »)
- Sodina (flûte malgache)
- Tama
- Televi (instrument  togolais)
- Udu
- Sistre

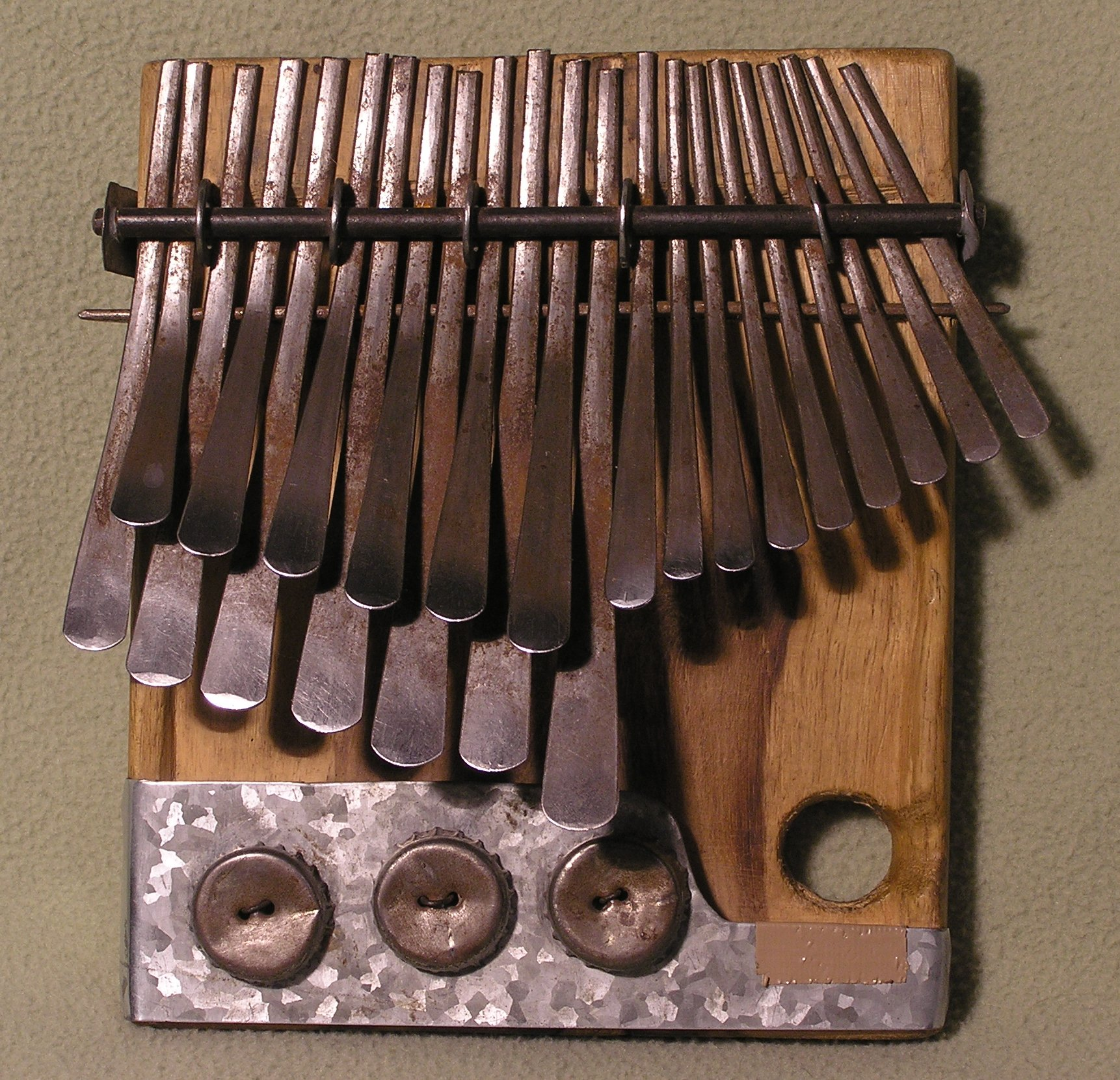
Mbira dzavadzimu.

- Zokra (instrument à anche double tunisien)

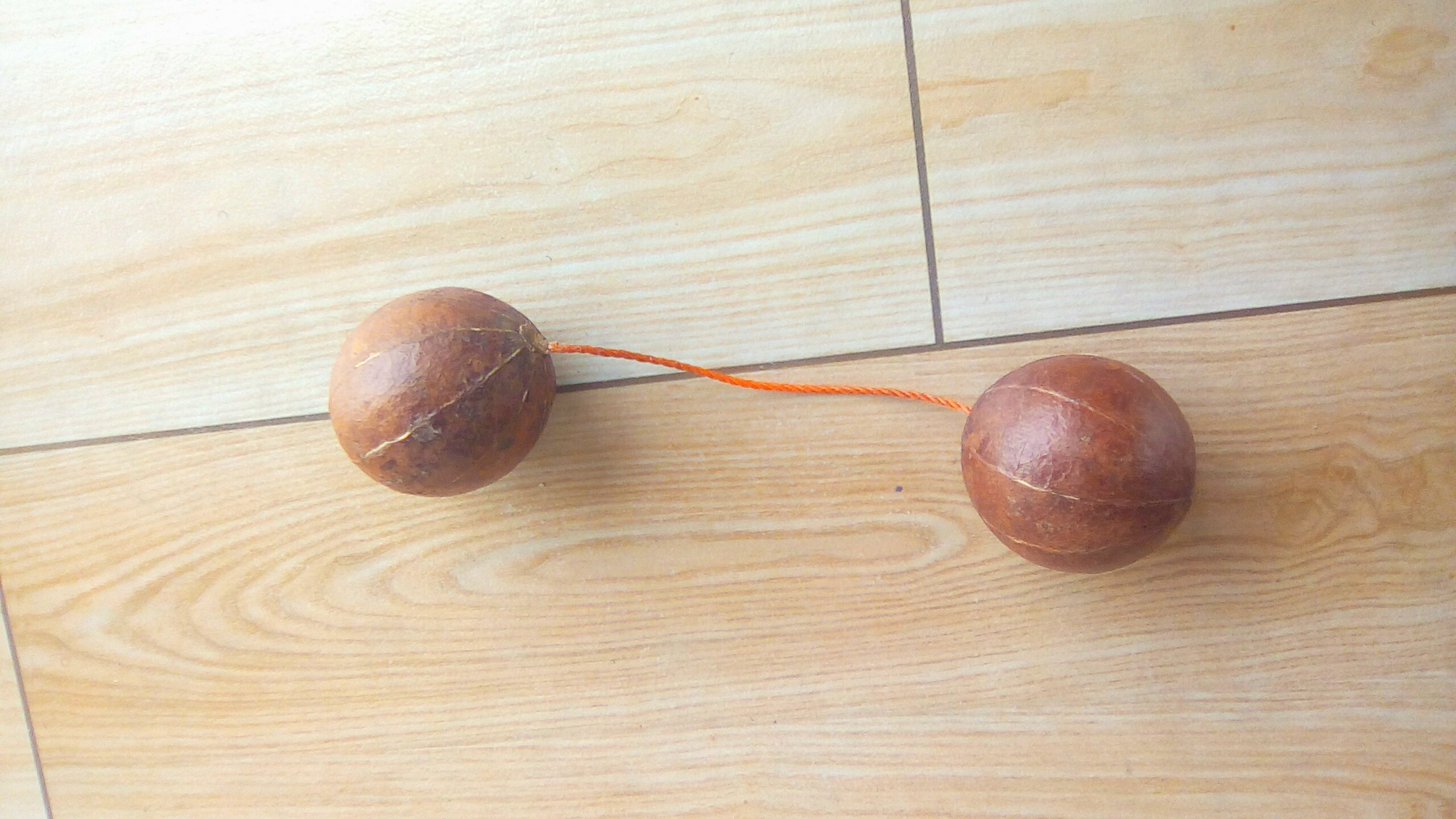
instrument de musique traditionnelle Televi.

## Classification parorganologie
- Idiophones
  - Balafon
  - Bombolong
  - Mbira
  - Udu
  - Gong
  - Cloche
  - Sanza
- Membranophones
  - Bendir
  - Bunde
  - Darbouka
  - Djembé
  - Doundounba
  - Tama
- Aérophones
  - Gasbâ
  - Kankangui
  - Oporo
  - Sodina
  - Zokra
- Cordophones
  - Adjalin
  - Ennanga
  - Gambri
  - Kabosy
  - N’goni
  - Nyatiti
  - Orutu
  - Seprewa